# Hermann Roth (Schriftsteller, 1904)
Hermann Roth (* 23. Juli 1904 in Biel; † 1986 in St. Moritz) war ein Schweizer Schriftsteller und Architekt.

## Leben und Werk
Hermann Roth wuchs in der Stadt Biel im Berner Seeland auf. Schon während seines Architekturstudiums zog er aus gesundheitlichen Gründen in den Engadiner Luftkurort St. Moritz. Nach Studienabschluss eröffnete er dort ein Architekturbüro für Neubauten und Renovationen. 1964 renovierte er die alte anglikanische Kirche St. Moritz.
Neben seiner Tätigkeit als Architekt schrieb er Hörspiele, Novellen, teils in berndeutscher Mundart, sowie ein hochdeutsches Epos in altertümlichem Stil.
1945 heiratete er die ebenfalls in St. Moritz ansässig gewordene Berner Komponistin Anny Roth-Dalbert.

## Werke (Auswahl)
- Mönsche wi mir – Bärndütschi Gschichte. Bern 1942.
- Engadin. Ein kleines Epos auf ein schönes Tal. St. Moritz 1945.
- Bi Stettlers het er agchlopfet. Bern 1947.